# 史宾塞街
史宾塞街（英語：Spencer Street）是澳大利亚墨尔本中央商务区的一条重要街道，开辟于1837年，是霍德尔路网（Hoddle Grid）的最西端。
史宾塞街得名于第三代斯宾塞伯爵约翰·斯宾塞（John Spencer），他是英国首相墨尔本子爵的财政大臣。
南十字車站位于史宾塞街，介于科林斯街与伯克街之间，是墨尔本一個主要的火车站。